# باب فرگوسن
باب فرگوسن (انگلیسی: Bob Ferguson؛ زادهٔ ۲۳ فوریهٔ ۱۹۶۵) ۱۸امین دادستان کل ایالت واشینگتن است. او نخستین بار در ۶ نوامبر ۲۰۱۲ با کسب ۵۳ درصد آرا به این سمت برگزیده شد.